# Bactris charnleyae
Bactris charnleyae är en enhjärtbladig växtart som beskrevs av De Nevers, A.J.Hend. och Michael Howard Grayum. Bactris charnleyae ingår i släktet Bactris och familjen Arecaceae. Inga underarter finns listade i Catalogue of Life.